# ボルセーナのミサ
『ボルセーナのミサ』（伊: Messa di Bolsena、英: The Mass at Bolsena）は、イタリア・盛期ルネサンスの巨匠ラファエロ・サンティが1512-1514年に描いたフレスコ画である。ローマ教皇ユリウス2世 (1443-1513年) は、現在、ヴァチカン宮殿の「ラファエロの間」として知られる部屋をフレスコ画で装飾するようラファエロに委嘱したが、本作はその一部として制作された。『神殿から追放されるヘリオドロス』にちなみ「ヘリオドロスの間」と呼ばれる部屋で見ることができる。

## 作品
『ボルセーナのミサ』は、1263年、ローマ教皇ウルバヌス4世の時代にボルセーナ (Bolsena) のサンタ・クリスティーナ教会で起きたといわれている「聖体の奇跡」を描いている。「聖変化」の教義を疑っていたボヘミアの司祭が、はたしてこの聖餅が神の肉身であろうかと思いながらミサを行っていると、聖餐のパンが血を流し始めたという。流れ出た血はテーブルの布上に十字架を形作り、司祭は信仰に立ち返った。これは、カトリックの最も重要な教義の1つが、神自身が起こした奇跡で証明されたということを意味している。
奇跡の起きた翌年の1264年、ウルバヌス4世は、この出来事を祝うために「聖体の祝日」を創設した。血に染まった「ボルセーナの布」は、今日もオルヴィエート大聖堂 の主要な聖遺物として崇められている。そもそも、オルヴィエート大聖堂は、この奇跡を記念して建立されたものである。
ミサを行っている司祭の反対側の画面右側に、教皇ユリウス2世が跪いた姿で表されており、彼はその奇跡の証人であると言明している。彼は、1506年のボローニャ遠征の際に「ボルセーナの布」が保管されていたオルヴィエート大聖堂に立ち寄り、この聖遺物を拝したことがあった。ユリウス2世は当時、ボローニャを失っており、『ボルセーナのミサ』が描かれていた時、彼はその奪還に命を懸けていた。それが実現されたのは1512年の6月のことであった。
ユリウス2世の背後には教皇に従う聖職者、画面下部右側にはスイス衛兵がいる。スイス衛兵はユリウス2世が制定した教皇の護衛兵で、教皇がフランスから領土を奪還するのに貢献した。そのため教会の守護者という名称を与えられた上、1512年の夏に特徴のある剣とベレーを与えられたが、そのことはこのフレスコ画の制作年を推定するのに寄与している。なお、スイス衛兵のうちの1人は画家ラファエロの自画像となっており、彼は髪を結いあげ正面を向いている人物である。
左側の階段の下には暗色の衣服を纏った、ユリウス2世の娘フェリーチェ・デッラ・ローヴェレも横顔で表されている。右側の4人の枢機卿は、ユリウス2世の親類であるレオナルド・グロッソ・デッラ・ローヴェレ  (Leonardo Grosso della Rovere) 、ラファエロ・リアーリオ  (Raffaello Riario) 、トンマーゾ・リアーリオ  (Tommaso Riario) 、アゴスティーノ・スピノーラ  (Agostino Spinola) と特定されている。

## ギャラリー

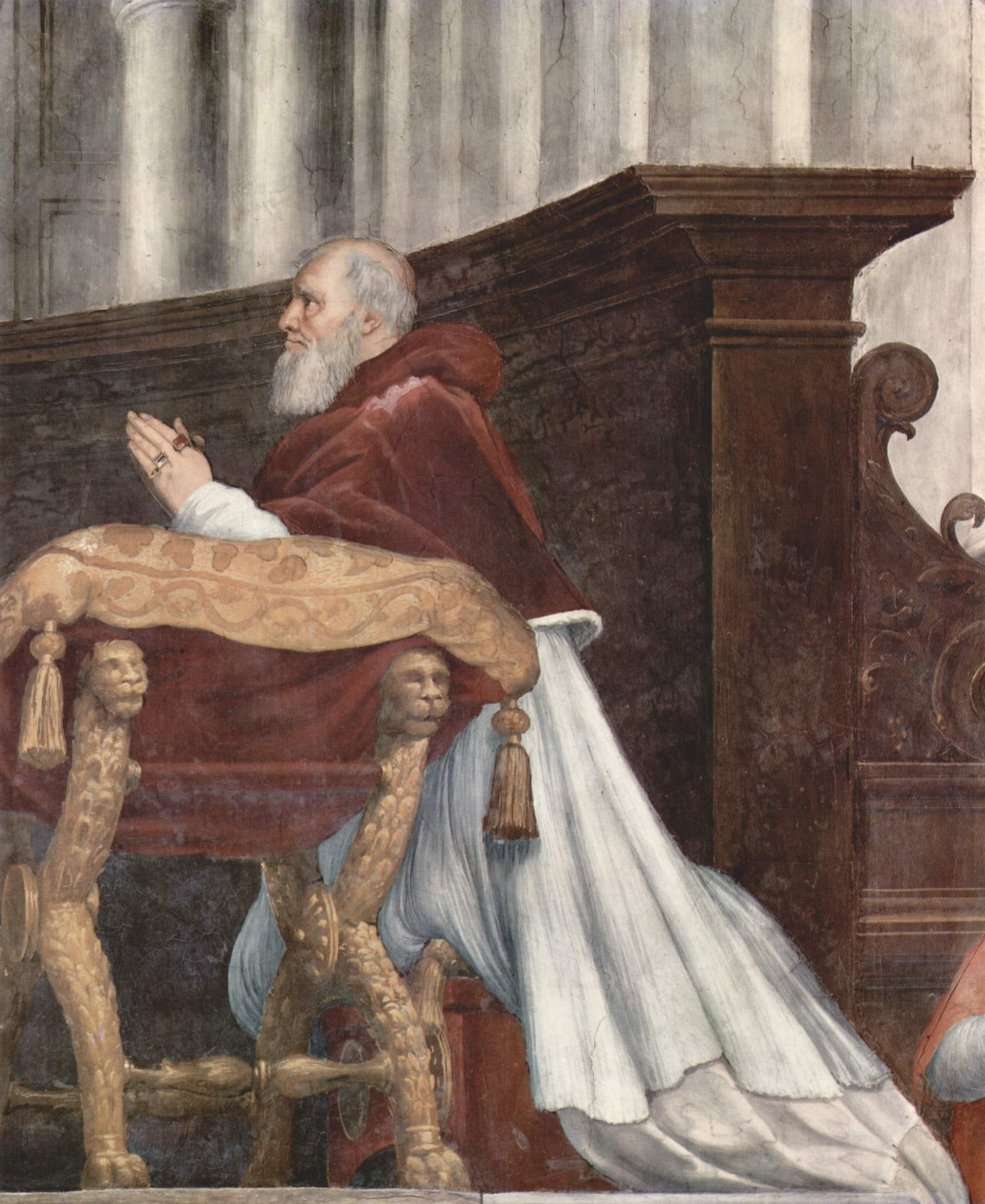
ユリウス2世
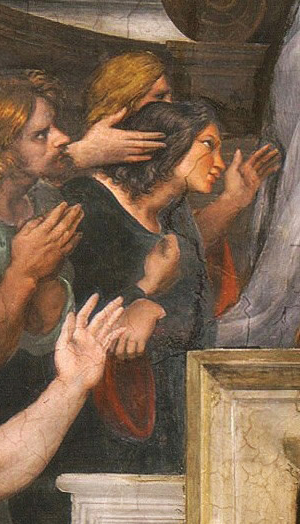
フェリーチェ・デッラ・ローヴェレ
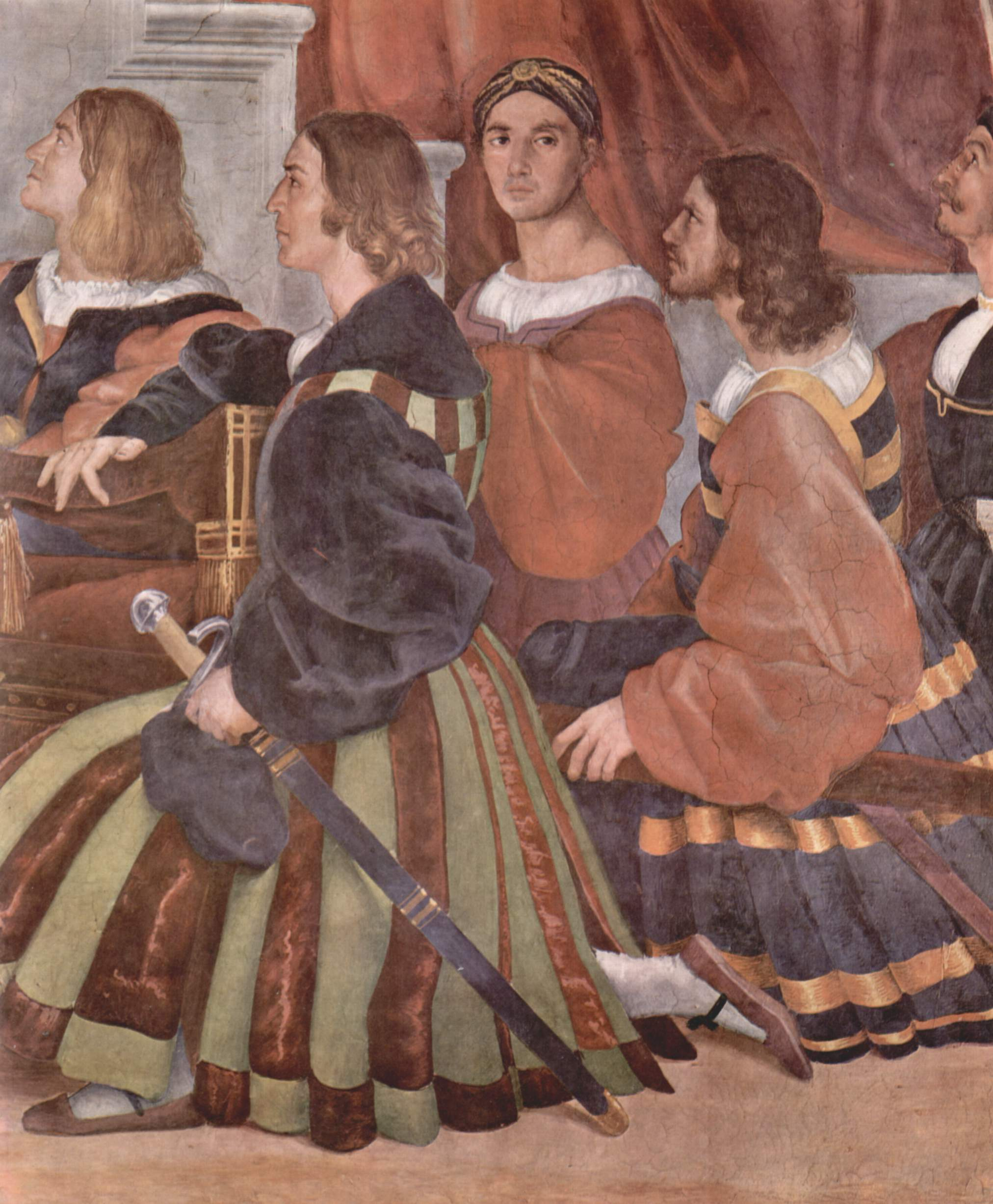
ラファエロの自画像 (中央)